# Европейский союз и Экваториальная Гвинея
Отношения между Экваториальной Гвинеей и Европейским Союзом в основном основаны на Соглашении Котону.

## Отсутствие представительства и помощи в целях развития
Экваториальная Гвинея сделала оговорку к статье 11 Соглашения Котону при его ратификации. В этой статье говорится о Международном уголовном суде и содержится призыв к государству ратифицировать Римский статут. Следовательно, Союз, учитывая, что оговорка лишила соглашение его существа, счёл ратификацию недействительной. В результате Экваториальная Гвинея не смогла воспользоваться 10-м и 11-м Европейскими фондами развития. Точно так же Союз не направил делегацию в Экваториальную Гвинею. Поэтому он представлен на территории Экваториальной Гвинеи представительствами своих государств-членов по очереди и посольством, учрежденным в Габоне.